# Saint-Palais (Cher)
Saint-Palais és un municipi francès, situat al departament de Cher i a la regió de Centre – Vall del Loira. L'any 2007 tenia 629 habitants.

## Demografia

### Població
El 2007 la població de fet de Saint-Palais era de 629 persones. Hi havia 262 famílies, de les quals 68 eren unipersonals (36 homes vivint sols i 32 dones vivint soles), 97 parelles sense fills, 93 parelles amb fills i 4 famílies monoparentals amb fills.
La població ha evolucionat segons el següent gràfic:
Habitants censats

### Habitatges
El 2007 hi havia 303 habitatges, 265 eren l'habitatge principal de la família, 16 eren segones residències i 22 estaven desocupats. 290 eren cases i 13 eren apartaments. Dels 265 habitatges principals, 205 estaven ocupats pels seus propietaris, 55 estaven llogats i ocupats pels llogaters i 4 estaven cedits a títol gratuït; 17 tenien dues cambres, 36 en tenien tres, 63 en tenien quatre i 148 en tenien cinc o més. 208 habitatges disposaven pel capbaix d'una plaça de pàrquing. A 84 habitatges hi havia un automòbil i a 161 n'hi havia dos o més.

### Piràmide de població
La piràmide de població per edats i sexe el 2009 era:
| Homes | Edats   | Dones |
| ----- | ------- | ----- |
| 0     | 95 o +  | 0     |
| 0     | 90 a 94 | 0     |
| 0     | 85 a 89 | 0     |
| 0     | 80 a 84 | 0     |
| 8     | 75 a 79 | 8     |
| 12    | 70 a 74 | 8     |
| 8     | 65 a 69 | 16    |
| 24    | 60 a 64 | 8     |
| 4     | 55 a 59 | 12    |
| 44    | 50 a 54 | 28    |
| 24    | 45 a 49 | 44    |
| 32    | 40 a 44 | 4     |
| 28    | 35 a 39 | 32    |
| 16    | 30 a 34 | 32    |
| 24    | 25 a 29 | 20    |
| 24    | 20 a 24 | 32    |
| 8     | 15 a 19 | 16    |
| 16    | 10 a 14 | 20    |
| 16    | 5 a 9   | 28    |
| 20    | 0 a 4   | 4     |

## Economia
El 2007 la població en edat de treballar era de 424 persones, 309 eren actives i 115 eren inactives. De les 309 persones actives 292 estaven ocupades (150 homes i 142 dones) i 17 estaven aturades (11 homes i 6 dones). De les 115 persones inactives 62 estaven jubilades, 27 estaven estudiant i 26 estaven classificades com a «altres inactius».

### Ingressos
El 2009 a Saint-Palais hi havia 261 unitats fiscals que integraven 635,5 persones, la mediana anual d'ingressos fiscals per persona era de 18.332 €.

### Activitats econòmiques
Dels 27 establiments que hi havia el 2007, 3 eren d'empreses de fabricació d'altres productes industrials, 7 d'empreses de construcció, 3 d'empreses de comerç i reparació d'automòbils, 2 d'empreses de transport, 2 d'empreses d'hostatgeria i restauració, 4 d'empreses immobiliàries, 3 d'empreses de serveis, 1 d'una entitat de l'administració pública i 2 d'empreses classificades com a «altres activitats de serveis».
Dels 11 establiments de servei als particulars que hi havia el 2009, 1 era un taller de reparació d'automòbils i de material agrícola, 3 guixaires pintors, 1 lampisteria, 2 electricistes, 2 restaurants i 2 agències immobiliàries.
L'any 2000 a Saint-Palais hi havia 18 explotacions agrícoles que ocupaven un total de 1.364 hectàrees.

## Equipaments sanitaris i escolars
El 2009 hi havia una escola elemental integrada dins d'un grup escolar amb les comunes properes formant una escola dispersa.

## Poblacions més properes
El següent diagrama mostra les poblacions més properes.